# Energy Information Administration
Cơ quan Thông tin Năng lượng Hoa Kỳ (EIA) là cơ quan chính của Hệ thống Thống kê Liên bang Hoa Kỳ chịu trách nhiệm thu thập, phân tích và phổ biến thông tin năng lượng nhằm thúc đẩy hoạch định chính sách đúng đắn, thị trường hiệu quả, cũng như hiểu biết của công chúng về  và năng lượng tương tác của nó với nền kinh tế và môi trường. Các chương trình EIA bao gồm dữ liệu về than, dầu khí, khí đốt tự nhiên, điện, năng lượng tái tạo và năng lượng hạt nhân. EIA là một phần của Bộ Năng lượng Hoa Kỳ.

## Lý lịch
Đạo luật Tổ chức Năng lượng năm 1977 của Bộ Năng lượng đã thành lập EIA là cơ quan chính phủ liên bang chính về thống kê và phân tích năng lượng, dựa trên các hệ thống và tổ chức được thành lập lần đầu tiên vào năm 1974 sau khi thị trường dầu mỏ bị gián đoạn năm 1973.
EIA tiến hành một chương trình thu thập dữ liệu toàn diện bao gồm toàn bộ các nguồn năng lượng, mục đích sử dụng cuối và các dòng năng lượng; đưa ra các dự báo năng lượng ngắn hạn và dài hạn trong nước và quốc tế; và thực hiện các phân tích năng lượng thông tin.
EIA phổ biến các sản phẩm dữ liệu, phân tích, báo cáo và dịch vụ của mình cho khách hàng và các bên liên quan chủ yếu thông qua trang web và trung tâm liên hệ khách hàng.
Tọa lạc tại Washington, D.C., EIA có khoảng 325 nhân viên liên bang và ngân sách 125 triệu đô la trong năm tài chính 2019.

## Sự độc lập
Theo luật, các sản phẩm của EIA được chuẩn bị độc lập với các cân nhắc về chính sách. EIA không xây dựng hoặc ủng hộ bất kỳ kết luận chính sách nào. Đạo luật về Tổ chức Năng lượng của Bộ Năng lượng cho phép các quy trình và sản phẩm của EIA độc lập với sự xem xét của các quan chức Chi nhánh Điều hành; cụ thể, Mục 205 (d) nói:
“Quản trị viên sẽ không bắt buộc phải có sự chấp thuận của bất kỳ viên chức hoặc nhân viên nào khác của Bộ liên quan đến việc thu thập hoặc phân tích bất kỳ thông tin nào; Trước khi xuất bản, Quản trị viên cũng không được yêu cầu phải có sự chấp thuận của bất kỳ viên chức hoặc nhân viên nào khác của Hoa Kỳ liên quan đến nội dung của bất kỳ báo cáo kỹ thuật thống kê hoặc dự báo nào mà ông ta đã chuẩn bị theo quy định của pháp luật. ”

## Sản phẩm
Hơn 2 triệu người sử dụng thông tin của EIA trực tuyến mỗi tháng. Một số sản phẩm của EIA bao gồm:
- Thông tin năng lượng được quan tâm chung
  - Năng lượng được giải thích: Thông tin năng lượng được viết cho đối tượng thông thường, không chuyên về kỹ thuật. Hướng dẫn phi đảng phái về toàn bộ chủ đề năng lượng từ diesel sinh học đến uranium.
  - Energy Kids: Giáo dục học sinh, công dân, thậm chí cả các nhà hoạch định chính sách và nhà báo về năng lượng.
  - Thuật ngữ Năng lượng: Các thuật ngữ năng lượng phổ biến được định nghĩa bằng ngôn ngữ đơn giản.
- Phân tích kịp thời
  - Today in Energy: Nội dung thông tin được xuất bản mỗi ngày trong tuần bao gồm biểu đồ hoặc bản đồ và một câu chuyện ngắn, hợp thời được viết bằng ngôn ngữ đơn giản nêu bật các vấn đề, chủ đề và xu hướng dữ liệu hiện tại về năng lượng.
  - Tuần này về Dầu khí: Tóm tắt và giải thích hàng tuần về các sự kiện trên thị trường xăng dầu Hoa Kỳ và thế giới, bao gồm cả dữ liệu hàng tuần.
  - Cập nhật hàng tuần về khí tự nhiên: Tóm tắt và thảo luận hàng tuần về các sự kiện và xu hướng trên thị trường khí tự nhiên của Hoa Kỳ.
- Dữ liệu và Khảo sát
  - Cập nhật nhiên liệu xăng và dầu diesel: Dữ liệu giá hàng tuần cho mức trung bình trong khu vực và quốc gia của Hoa Kỳ.
  - Đánh giá năng lượng hàng tháng: Cung cấp số liệu thống kê về mức tiêu thụ năng lượng hàng tháng và hàng năm của Hoa Kỳ trong một số trường hợp từ năm 1949. Các số liệu được đưa ra theo đơn vị quads (4 triệu tỷ BTUs.)
  - Đánh giá Năng lượng Hàng năm: Báo cáo chính của EIA về số liệu thống kê năng lượng hàng năm trong lịch sử. Đối với nhiều loạt bài, dữ liệu bắt đầu bằng năm 1949. Báo cáo này đã được thay thế bởi Đánh giá Năng lượng Hàng tháng và không được sản xuất cho năm 2012.
  - Hồ sơ năng lượng quốc gia: Dữ liệu theo quốc gia, khu vực và nhóm thương mại (OECD, OPEC) cho 219 quốc gia với các ghi chú phân tích quốc gia bổ sung cho 87 quốc gia trong số này.
  - Tóm tắt Phân tích Quốc gia: Các phân tích chuyên sâu của EIA về sản xuất, tiêu thụ, nhập khẩu và xuất khẩu năng lượng cho 36 quốc gia và khu vực riêng lẻ.
  - Khảo sát tiêu thụ năng lượng dân cư: Khảo sát và phân tích toàn diện của EIA về tiêu thụ năng lượng dân cư, đặc điểm hộ gia đình và độ bão hòa của thiết bị.
  - Khảo sát mức tiêu thụ năng lượng của các tòa nhà thương mại: Một cuộc khảo sát mẫu quốc gia thu thập thông tin về số lượng các tòa nhà thương mại ở Hoa Kỳ, bao gồm các đặc điểm của tòa nhà liên quan đến năng lượng và dữ liệu sử dụng năng lượng (tiêu thụ và chi tiêu).
- Dự đoán và triển vọng
  - Triển vọng Năng lượng Ngắn hạn: Dự báo năng lượng trong 13–24 tháng tới, được cập nhật hàng tháng.
  - Triển vọng Năng lượng Hàng năm: Dự báo và phân tích cung, cầu và giá năng lượng của Hoa Kỳ đến năm 2040 dựa trên Hệ thống Mô hình Năng lượng Quốc gia của EIA. Các dự báo hiện dựa trên luật hiện hành, không có giả định về bất kỳ hành động quốc hội nào trong tương lai hoặc tiến bộ công nghệ. [17] Vào năm 2015, EIA đã bị Viện Kinh tế Năng lượng Tiên tiến (AEE) chỉ trích sau khi phát hành báo cáo AEO 2015 là "luôn đánh giá thấp tốc độ tăng trưởng của năng lượng tái tạo, dẫn đến 'nhận thức sai' về hiệu suất của các nguồn tài nguyên này trên thị trường ". AEE chỉ ra rằng hợp đồng mua bán điện trung bình (PPA) cho điện gió đã ở mức 24 đô la / MWh vào năm 2013. Tương tự như vậy, PPA cho điện mặt trời quy mô tiện ích được thấy ở mức hiện tại là 50 đô la - 75 đô la Mỹ / MWh. Những con số này tương phản mạnh với LCOE[2] ước tính của EIA là $ 125 / MWh (hoặc $ 114 / MWh bao gồm cả trợ cấp) cho điện mặt trời vào năm 2020. Lời chỉ trích này đã được lặp lại hàng năm kể từ đó.
  - Triển vọng Năng lượng Quốc tế: Đánh giá của EIA về triển vọng thị trường năng lượng quốc tế đến năm 2040.

## Pháp luật
Đạo luật Quản lý Năng lượng Liên bang năm 1974 đã tạo ra Cơ quan Quản lý Năng lượng Liên bang (FEA), cơ quan đầu tiên của Hoa Kỳ tập trung chủ yếu vào năng lượng và ủy quyền cho cơ quan này thu thập, tập hợp, đánh giá và phân tích thông tin năng lượng. Nó cũng cung cấp cho FEA cơ quan thực thi thu thập dữ liệu để thu thập dữ liệu từ các công ty sản xuất năng lượng và tiêu thụ lớn. Mục 52 của Đạo luật FEA bắt buộc thành lập Hệ thống Thông tin Năng lượng Quốc gia để “… chứa những thông tin năng lượng cần thiết để thực hiện các hoạt động thống kê và dự báo của Cơ quan quản lý…”
Đạo luật Tổ chức Năng lượng năm 1977, Luật Công 95-91, thành lập Bộ Năng lượng. Mục 205 của luật này đã thành lập Cơ quan Quản lý Thông tin Năng lượng (EIA) là cơ quan chính của chính phủ liên bang về thống kê và phân tích năng lượng để thực hiện "... chương trình thông tin và dữ liệu năng lượng tập trung, toàn diện và thống nhất sẽ thu thập, đánh giá, tập hợp, phân tích và phổ biến dữ liệu và thông tin liên quan đến dự trữ tài nguyên năng lượng, sản xuất năng lượng, nhu cầu và công nghệ cũng như thông tin kinh tế và thống kê liên quan, hoặc liên quan đến sự đầy đủ của các nguồn năng lượng để đáp ứng nhu cầu trong thời gian ngắn và dài hạn tương lai vì nhu cầu kinh tế và xã hội của Quốc gia. "[4]
Luật này cũng quy định rằng các quy trình và sản phẩm của ĐTM độc lập với việc đánh giá của các quan chức Chi nhánh điều hành.
Phần lớn các cuộc điều tra dữ liệu năng lượng ĐTM dựa trên các nhiệm vụ chung nêu trên. Tuy nhiên, có một số cuộc khảo sát được pháp luật quy định cụ thể, bao gồm:
- EIA-28, Hệ thống Báo cáo Tài chính - Mục 205 (h) của Đạo luật Tổ chức DOE.
- EIA-1605 và 1605EZ, Báo cáo Tự nguyện về Khí nhà kính - Mục 1605 (b) của Đạo luật Chính sách Năng lượng năm 1992.
- EIA-886, Khảo sát hàng năm về các nhà cung cấp và sử dụng xe chạy bằng nhiên liệu thay thế - Mục 503 (b) của Đạo luật Chính sách Năng lượng năm 1992.
- EIA-858, Khảo sát Thường niên Tiếp thị Uranium - Mục 1015 của Đạo luật Chính sách Năng lượng năm 1992.
- EIA-846A-C, Khảo sát Tiêu thụ Năng lượng Sản xuất - Mục 205 (i) của Đạo luật Tổ chức DOE (Đạo luật yêu cầu một cuộc khảo sát hai năm một lần; tuy nhiên, cuộc khảo sát này được thực hiện bốn lần do hạn chế về nguồn lực).
- EIA-457A-G, Khảo sát Tiêu thụ Năng lượng Khu dân cư - Mục 205 (k) của Đạo luật Tổ chức DOE (Đạo luật kêu gọi khảo sát ba năm một lần; tuy nhiên, khảo sát này được thực hiện bốn năm một lần do hạn chế về nguồn lực).
- EIA-871A-F, Khảo sát mức tiêu thụ năng lượng của các tòa nhà thương mại - Mục 205 (k) của Đạo luật Tổ chức DOE (Đạo luật yêu cầu một cuộc khảo sát ba năm một lần; tuy nhiên, cuộc khảo sát này được thực hiện bốn lần do hạn chế về nguồn lực).
- Khảo sát Tiếp thị Dầu mỏ - Mục 507 của Phần A của Tiêu đề V của Đạo luật Bảo tồn và Chính sách Năng lượng năm 1975 chỉ đạo rộng rãi EIA để thu thập thông tin về giá cả, cung cấp và phân phối các sản phẩm xăng dầu theo danh mục sản phẩm ở cấp độ bán buôn và bán lẻ, trên một Cơ sở tiểu bang, được thu thập vào ngày 1 tháng 9 năm 1981, bởi Cục Quản lý Thông tin Năng lượng.

1. ↑  Hệ thống thống kê liên bang của Hoa Kỳ là mạng lưới phi tập trung của các cơ quan liên bang cung cấp dữ liệu về con người, nền kinh tế, tài nguyên thiên nhiên và cơ sở hạ tầng của Hoa Kỳ.
2. ↑  Chi phí năng lượng bình đẳng (LCOE), hay chi phí điện bình đẳng, là thước đo chi phí phát điện thuần trung bình hiện tại của một nhà máy phát điện trong suốt thời gian tồn tại của nó. LCOE được tính bằng tỷ lệ giữa tất cả các chi phí đã chiết khấu trong suốt thời gian hoạt động của nhà máy phát điện chia cho tổng chiết khấu của lượng năng lượng thực tế được phân phối. [1] LCOE được sử dụng để so sánh các phương pháp phát điện khác nhau trên cơ sở nhất quán. LCOE "đại diện cho doanh thu trung bình trên một đơn vị điện năng được tạo ra sẽ được yêu cầu để thu hồi chi phí xây dựng và vận hành một nhà máy phát điện trong một vòng đời tài chính và chu kỳ nhiệm vụ giả định." Đầu vào cho LCOE do người ước lượng chọn. Chúng có thể bao gồm chi phí vốn, "chi phí nhiên liệu, chi phí vận hành và bảo trì cố định và biến đổi, chi phí tài chính và tỷ lệ sử dụng giả định."